# Phora pilifemur
Phora pilifemur är en tvåvingeart som beskrevs av Borgmeier 1963. Phora pilifemur ingår i släktet Phora och familjen puckelflugor. Inga underarter finns listade i Catalogue of Life.